# Jim Hayward
Jim Hayward (* 8. September 1900 in Philadelphia, Pennsylvania; † 12. Juli 1981 in Las Vegas, Nevada) war ein US-amerikanischer Schauspieler.

## Leben
Jim Hayward wurde 1900 in Philadelphia, im US-Bundesstaat Pennsylvania geboren.
1949 hatte Hayward bei dem Film The Red Menace erstmals eine Rolle inne. 1950 erhielt er seine erste Rolle in der Fernsehserie The Silver Theatre. 1952 bis 1954 erhielt er in der Fernsehserie Crown Theatre with Gloria Swanson erstmals eine wiederkehrende Rolle.

## Filmografie
- 1949: The Red Menace
- 1950: Francis, ein Esel – Herr General (Francis)
- 1950: Verfemt (The Kid from Texas)
- 1950: Vater der Braut (Father of the Bride)
- 1950: Der Scharfschütze (The Gunfighter)
- 1950: The Silver Theatre (Fernsehserie, Folge 1x35)
- 1950: Die Tote in den Dünen (Mystery Street)
- 1950: The Next Voice You Hear… (The Next Voice You Hear...)
- 1950: Ohne Gesetz (Saddle Tramp)
- 1950: Der einsame Champion (Right Cross)
- 1950: Brustbild, bitte! (Watch the Birdie)
- 1950: Mystery Submarine
- 1950: Double Deal
- 1951: Tal der Rache (Vengeance Valley)
- 1951: The Bigelow Theatre (Fernsehserie, Folge 1x13)
- 1951: The Lemon Drop Kid
- 1951: Gib Gas, Joe! (Excuse My Dust)
- 1951: Verfolgt (Tomorrow Is Another Day)
- 1951: Rhubarb
- 1951: Die rote Tapferkeitsmedaille (The Red Badge of Courage)
- 1951: Mark Saber (Fernsehserie, eine Folge)
- 1951: Let’s Make It Legal
- 1952: Return of the Texan
- 1952: Rebound (Fernsehserie, Folge 1x16)
- 1952: Racket Squad (Fernsehserie, eine Folge)
- 1952: Schlitz Playhouse of Stars (Fernsehserie, Folge 1x40)
- 1952: Carrie
- 1952: The Big Sky – Der weite Himmel (The Big Sky)
- 1952: My Man and I
- 1952: Four Star Playhouse (Fernsehserie, Folge 1x01)
- 1952: Der weiße Sohn der Sioux (The Savage)
- 1952: Gang Busters (Fernsehserie, Folge 2x02)
- 1952: Everything I Have Is Yours
- 1952: I Married Joan (Fernsehserie, Folge 1x05)
- 1952: Your Jeweler's Showcase (Fernsehserie, Folge 1x02)
- 1952: My Hero (Fernsehserie, Folge 1x04)
- 1952: Der rote Reiter (Pony Soldier)
- 1952–1954: Crown Theatre with Gloria Swanson (Fernsehserie, 4 Folgen)
- 1953: Mr. & Mrs. North (Fernsehserie, 2 Folgen)
- 1953: The Lone Ranger (Fernsehserie, 2 Folgen)
- 1953: Fast Company
- 1953: Flucht aus Shanghai (South Sea Woman)
- 1953: Arena
- 1953: Verwegene Gegner (Ride, Vaquero!)
- 1953: Der Richter bin ich (I, the Jury)
- 1953: Hölle der Gefangenen (Devil’s Canyon)
- 1953: Mit der Waffe in der Hand (Gun Fury)
- 1953: Von der Polizei gehetzt (Crime Wave)
- 1953: Jack Slade – Der Revolverheld von Colorado (Jack Slade)
- 1953: Your Favorite Story (Favorite Story, Fernsehserie, Folge 2x17)
- 1953–1954: The Roy Rogers Show (Fernsehserie, 2 Folgen)
- 1953–1956: Superman – Retter in der Not (Adventures of Superman, Fernsehserie, 3 Folgen)
- 1953–1956: Cavalcade of America (Fernsehserie, 3 Folgen)
- 1954: Weißer Tod in Alaska (Alaska Seas)
- 1954: Loophole
- 1954: Der Rächer von Montana (Bitter Creek)
- 1954: Das blonde Glück (Lucky Me)
- 1954: The Colgate Comedy Hour (Fernsehserie, Folge 4x28)
- 1954: Kleine Spiele aus Übersee (Fireside Theater, Fernsehserie, Folge 6x43)
- 1954: Lassie (Fernsehserie, Folge 1x01 Die Erbschaft)
- 1954: Waterfront (Fernsehserie, 2 Folgen)
- 1954: Public Defender (The Public Defender, Fernsehserie, 2 Folgen)
- 1954–1955: My Little Margie (Fernsehserie, 2 Folgen)
- 1954–1955: It's a Great Life (Fernsehserie, 3 Folgen)
- 1954–1957: Lux Video Theatre (Fernsehserie, 3 Folgen)
- 1954, 1958: Studio 57 (Fernsehserie, 2 Folgen)
- 1955: Mit stahlharter Faust (Man Without a Star)
- 1955: The Whistler (Fernsehserie, Folge 1x37)
- 1955: The Star and the Story (Fernsehserie, Folge 1x23)
- 1955: Der scharlachrote Rock (The Scarlet Coat)
- 1955: Was der Himmel erlaubt (All That Heaven Allows)
- 1955: The George Burns and Gracie Allen Show (Fernsehserie, Folge 6x01)
- 1955: Fury (Fernsehserie, 2 Folgen)
- 1955: Des Teufels rechte Hand (Texas Lady)
- 1955: Streifenwagen 2150 (Highway Patrol, Fernsehserie, Folge 1x10)
- 1955: General Electric Theater (Fernsehserie, Folge 4x11)
- 1956: Rin Tin Tin (The Adventures of Rin Tin Tin, Fernsehserie, Folge 2x19)
- 1956: The Kettles in the Ozarks
- 1956: When Gangland Strikes
- 1956: Ford Star Jubilee (Fernsehserie, Folge 1x08)
- 1956: Die Männer um Hilda Crane (Hilda Crane)
- 1956: Alfred Hitchcock präsentiert (Alfred Hitchcock Presents, Fernsehserie, Folge 1x33)
- 1956: Der Berg der Versuchung (The Mountain)
- 1956: The Naked Hills
- 1956: Passport to Danger (Fernsehserie, eine Folge)
- 1956: The First Traveling Saleslady
- 1956: The Ford Television Theatre (Fernsehserie, Folge 5x02)
- 1956: Corky und der Zirkus (Circus Boy, Fernsehserie, Folge 1x05)
- 1956: Naked Gun
- 1956: I Love Lucy (Fernsehserie, Folge 6x07)
- 1956–1957: Telephone Time (Fernsehserie, 2 Folgen)
- 1956, 1958: Broken Arrow (Fernsehserie, 2 Folgen)
- 1957: Jane Wyman Show (Jane Wyman Presents The Fireside Theatre, Fernsehserie, Folge 2x19)
- 1957: State Trooper (Fernsehserie, Folge 1x15)
- 1957: The Shadow on the Window
- 1957: Climax! (Fernsehserie, Folge 3x22)
- 1957: Der Sturmreiter (The Storm Rider)
- 1957: The 20th Century-Fox Hour (Fernsehserie, 2 Folgen)
- 1957: No Warning (Panic!, Fernsehserie, 2 Folgen)
- 1957: The Adventures of Jim Bowie (Fernsehserie, Folge 1x33)
- 1957: Die Spur zum Gold (The Way to the Gold)
- 1957: Crossroads (Fernsehserie, Folge 2x32)
- 1957: The George Sanders Mystery Theater (George Sanders Mystery Theater, Fernsehserie, Folge 1x04)
- 1957: Weint um die Verdammten (Band of Angels)
- 1957: Fenster ohne Vorhang (No Down Payment)
- 1957: Fahrkarte ins Jenseits (Decision at Sundown)
- 1957: Alarm im Hafen (Harbor Command, Fernsehserie, Folge 1x04)
- 1957, 1961: Wells Fargo (Tales of Wells Fargo, Fernsehserie, 2 Folgen)
- 1957–1962: Maverick (Fernsehserie, 4 Folgen)
- 1957–1964: Wagon Train (Fernsehserie, 3 Folgen)
- 1958: Northwest Passage (Fernsehserie, Folge 1x03)
- 1958: Dr. Bill Baxter, Arzt in Arizona (Frontier Doctor, Fernsehserie, Folge 1x10)
- 1959: MacKenzie's Raiders (Fernsehserie, Folge 1x16)
- 1959: Dragnet (Fernsehserie, Folge 8x21)
- 1959: Border Patrol (Fernsehserie, Folge 1x01)
- 1959: The D.A.'s Man (Fernsehserie, Folge 1x14)
- 1959: 26 Men (Fernsehserie, Folge 2x33)
- 1959: 21 Beacon Street (Fernsehserie, Folge 1x08)
- 1959: Sugarfoot (Fernsehserie, Folge 3x03)
- 1959: Desilu Playhouse (Westinghouse Desilu Playhouse, Fernsehserie, Folge 2x03)
- 1959: Die Krone des Lebens (Beloved Infidel)
- 1959: Bronco (Fernsehserie, Folge 2x05)
- 1959: Der zweite Mann (The Deputy, Fernsehserie, Folge 1x15)
- 1959: Law of the Plainsman (Fernsehserie, Folge 1x14)
- 1959–1960: Dezernat M (M Squad, Fernsehserie, 2 Folgen)
- 1959–1960: Der Texaner (The Texan, Fernsehserie, 2 Folgen)
- 1959, 1961: Bonanza (Fernsehserie, 2 Folgen)
- 1959–1961: Lawman (Fernsehserie, 4 Folgen)
- 1960: The Man From Blackhawk (Man From Blackhawk, Fernsehserie, Folge 1x21)
- 1960: Tate (Fernsehserie, Folge 1x01)
- 1960: Kein Fall für FBI (The Detectives Starring Robert Taylor, Fernsehserie, Folge 2x04)
- 1960: Josh (Wanted: Dead or Alive, Fernsehserie, Folge 3x05)
- 1960: The Law and Mr. Jones (Fernsehserie, Folge 1x10)
- 1960–1961: Die Unbestechlichen (The Untouchables, Fernsehserie, 2 Folgen)
- 1961: Am Fuß der blauen Berge (Laramie, Fernsehserie, Folge 2x16)
- 1961: Cheyenne (Fernsehserie, Folge 5x08)
- 1961: Abenteuer im wilden Westen (Dick Powell’s Zane Grey Theater, Fernsehserie, Folge 5x21)
- 1961: Peter Gunn (Fernsehserie, Folge 3x28)
- 1961: Polizeirevier 87 (87th Precinct, Fernsehserie, Folge 1x01)
- 1961: Whispering Smith (Fernsehserie, 2 Folgen)
- 1961: Vollgas (Straightaway, Fernsehserie, Folge 1x04)
- 1962: Westlich von Santa Fé (The Rifleman, Fernsehserie, Folge 4x24)
- 1962: Alcoa Premiere (Fernsehserie, Folge 1x18)
- 1962: Die Geächteten vom Rio Grande (Terror at Black Falls)
- 1962: Mr. Ed (Mister Ed, Fernsehserie, Folge 3x07 In der Höhle des Löwen)
- 1963: 77 Sunset Strip (Fernsehserie, Folge 5x17)
- 1963: The Dakotas (Fernsehserie, Folge 1x12)
- 1963: Arrest and Trial (Fernsehserie, Folge 1x01)
- 1963: Die Leute von der Shiloh Ranch (The Virginian, Fernsehserie, 2 Folgen)
- 1963: Temple Houston (Fernsehserie, Folge 1x05)
- 1963: The Man from Galveston
- 1964: Ben Casey (Fernsehserie, Folge 4x11)
- 1965: Der Mann ohne Namen (A Man Called Shenandoah, Fernsehserie, Folge 1x01)
- 1965–1966: Petticoat Junction (Fernsehserie, 2 Folgen)
- 1966: The Smothers Brothers Show (Fernsehserie, Folge 1x25)
- 1967: Big Valley (The Big Valley, Fernsehserie, 2 Folgen)
- 1967: Im Wilden Westen (Death Valley Days, Fernsehserie, Folge 15x21)
- 1967: The Beverly Hillbillies (Fernsehserie, Folge 6x15)
- 1969: Lancer (Fernsehserie, Folge 1x26)